# 예링

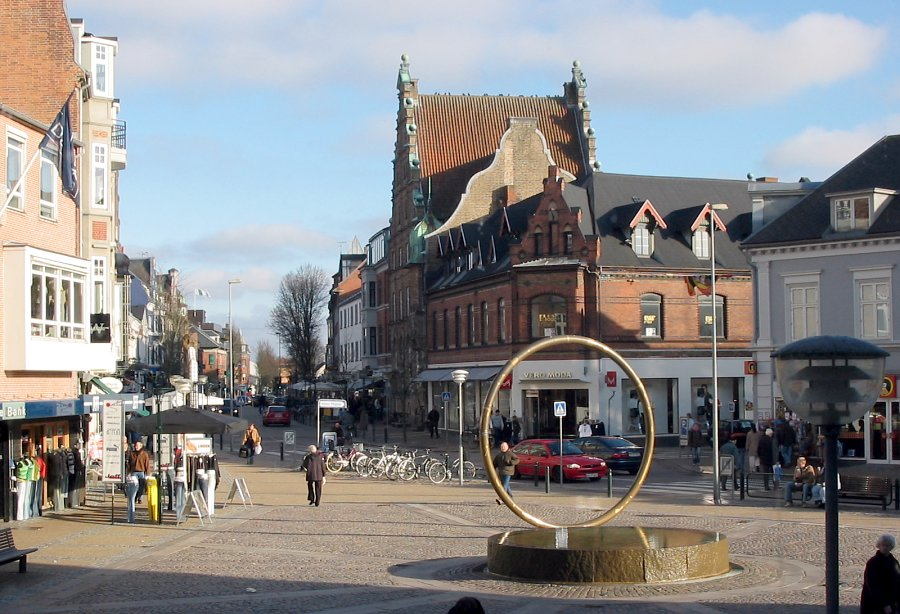
예링

예링(덴마크어: Hjørring)은 덴마크 북윌란 지역에 위치한 도시로 면적은 929.58km2, 인구는 25,071명(2014년 기준), 인구 밀도는 27명/km2이다. 예링 시의 행정 중심지이다.

## 자매 도시
- 스웨덴 트롤헤탄
- 노르웨이 크리스티안산
- 아이슬란드 레이캬네스바이르
- 핀란드 케라바